# بیورکریک (اورگن)
بیورکریک (به انگلیسی: Beavercreek) یک منطقهٔ مسکونی در ایالات متحده آمریکا است که در شهرستان کلاکاماس، اورگن واقع شده‌است. بیورکریک ۵۲٫۱۶ کیلومتر مربع مساحت و ۴٬۴۸۵ نفر جمعیت دارد.